# کلاته برق علیا
کلاته برق علیا نام روستایی از توابع بخش انابد شهرستان بردسکن در استان خراسان رضوی است.

## جمعیت
این روستا در دهستان درونه قرار دارد و براساس سرشماری سال ۱۳۹۵ جمعیت آن ۱۸۱ نفر (۵۷ خانوار) بوده است.